# Nagai
Nagai (jap. 長井市, -shi) ist eine Stadt im Südwesten der Präfektur Yamagata.

## Geographie
Sie erstreckt sich in einem Talkessel, der von den Bergen Asahi und Iide sowie weiteren Bergmassiven umgeben ist. Die Fläche erstreckt sich in Nord-Süd-Richtung über 20,4 km und in Ost-West-Richtung 22,7 km. Die Mitte des Nagaier Tals durchfließt der Fluss Mogami. Der Fluss Okitama-Nogawa (22,6 km), der seine Quelle am Fuß des Asahi-Bergmassivs hat, fließt durch die Stadt und mündet wie der Fluss Okitama-Shirakawa (42,4 km), der seine Quelle am Iide-Bergmassiv hat und südlich an Nagai vorbeifließt, in den Mogami. Die höchste Erhebung ist der Hiraiwagama (平岩山) mit 1609 m.

## Geschichte
Auf dem Gebiet des Dorfes Nagai gab es am 30. Mai 1922 den Einschlag eines Meteoriten des Typs L6 (Olivin-Hypersthen-Chondrit) von 1810 Gramm in ein Reisfeld. Der Asteroid bekam den Namen Nagai.
Die Stadt entstand am 15. November 1954 durch die Zusammenlegung der Dörfer Hirano (平野村, -mura), Isazawa (伊佐沢村, -mura), Nagai (長井村, -mura), Nishine (西根村, -mura) und Toyoda (豊田村, -mura) des Landkreises Nishiokitama.

## Natur
- Im Frühling blüht zuerst der 1200 Jahre alte Kirschbaum (久保埜桜 Kubonozakura), der ein nationales Kulturdenkmal mit einer Höhe von 13 m und einem Umfang von 11 m ist.
- Ende Mai erblühen 3000 weiße Azaleen, von denen manche älter als 750 Jahre sind. Beim Betrachter täuschen sie eine Winterlandschaft vor.
- Ende Juni blühen einzigartig in Japan im 3,3 Hektar großen Ayame-Park (菖蒲公園 Ayame-kōen) eine Million Iris sanguinea (Schwertlilien).
- Im Herbst blühen die Hagi-Sträucher (Lespedeza bicolor var. japonica, Schmetterlingsblütler) mit ihren roten und weißen Blüten auf einer Fläche von 7000 m² im Hagipark (はぎ公園 Hagi-kōen).

## Wissenswertes
- Tsumugi (Rohseide): Nagai wurde durch die besondere Technik der Seidenweberei in ganz Japan berühmt. Zuerst wird der Seidenfaden gefärbt und dann zu warmen bunten Mustern verwebt. 1976 wurde die Webtechnik von dem Ministerium für Handel und Industrie (MITI) als traditionelles Handwerk anerkannt.
- Narushima-Töpferei: seit über 200 Jahren wird die Namakoyu genannte kobaltblaue Glasur aufgetragen. Sie vermittelt einen einmaligen Glanz.
- Kanaigami-Besen: typischer japanischer Besen aus Zypressen wird traditionell in Nagai hergestellt.
- Nerzzucht
- Kokeshi-Puppen aus Nagai
- Der schwarze Löwe als Maske ist für japanische Verhältnisse selten und daher bemerkenswert. Normalerweise sind sie rot. Der Auftritt der Löwen aus den einzelnen Stadtteilen an seinen Festtagen (Mai) ist sehenswert.

## Verkehr
- Straßen:
  - Nationalstraße 113,287
- Zug:
  - JR Yonesaka-Linie
  - Yamagata-Tetsudō Flower-Nagai-Linie

## Partnerschaften

### Städtepartnerschaft

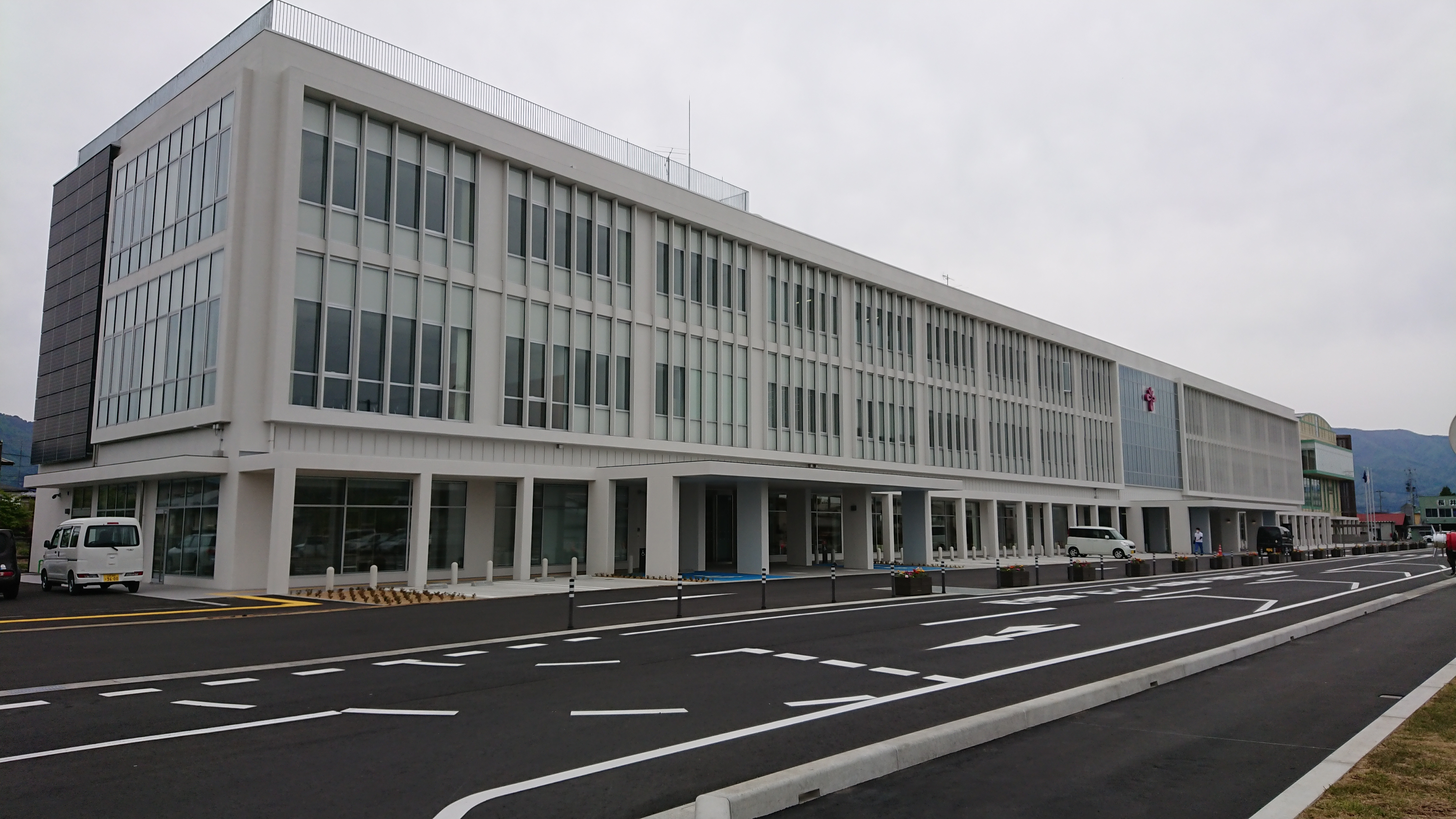
Rathaus

- 1983:  Bad Säckingen, Baden-Württemberg
- 1983:  Yūki, Präfektur Ibaraki
- 1992:  Shuangyashan

### Blumenpartnerschaft
- Wadomari, Präfektur Kagoshima: Lilien & Freesia
- Nakafurano, Hokkaidō: Lavendel
- Tonami, Präfektur Toyama: Tulpen
- Kurume, Präfektur Fukuoka: Azaleen
- Shimoda, Präfektur Shizuoka: gelbe Narzissen

## Persönlichkeiten
- Hirofumi Watanabe (* 1987), Fußballspieler